# معرفة مضمنة
المعرفة الضمنية (عكس المعرفة الجلية أو الصريحة) هي نوع من المعرفة التي يصعب نقلها إلى شخص آخر عن طريق الكتابة أو الكلام التعبير عنها. على سبيل المثال، مدينة لندن في المملكة المتحدة هي معرفة جلية يمكن كتابتها ونقلها لفظيا إلى المتلقي الذي يفهمها ببساطة. أما القدرة على التحدث بلغة أخرى أو عجن العجين أو العزف على آلة موسيقية أو استخدام المعدات المعقدة هي أنواع من المعرفة الضمنية التي تتطلب أنواع مختلفة من المعرفة لا يمكن دائما التعبير عنها، حتى من قبل الخبراء الممارسين، وبالتالي من الصعب أو من المستحيل نقلها إلى الآخرين.

## تعريف
تم طرح مفردة «الإدراك الضمني» أو «المعرفة الضمنية» لأول مرة في الفلسفة من قبل مايكل بولاني في عام 1958 في رائعته «المعرفة الشخصية». ومن ثم لخص فكرته في وقت لاحق في كتابه «البعد الضمني» مع التأكيد على أنه «يمكننا أن نعرف أكثر مما كنا يمكن أن نقول.». ويشير  إلى وجود معرفة لا يمكن تفسيرها أو إيضاحها بشكل لائق عن طريق الكلمات كما أكد أن المعرفة متجذرة في المعرفة الضمنية بشكل قوي.
يمكن تعريف المعرفة الضمنية بالمهارات والأفكار والخبرات التي تكون في عقول الناس وبالتالي من الصعب الوصول إليها لأنه غالبا يكون صعب تدوينها. بالعادة، لا يدرك الافراد معرفتهم الضمنية في كثير من الأحيان كما انهم لا يدركون أنهم يملكون هذه المعرفة أو كيف يمكن أن تفيد الأخرين. وعموما، يتطلب نقل المعرفة الضمنية بفعالية الاتصال الشخصي والتفاعل المنتظم والثقة. هذا النوع من المعرفة يمكن أن يظهر فقط من خلال الممارسة في سياق معين وتنتقل عن طريق الشبكات الاجتماعية. إلى حد ما، تكتشف هذه المعرفة عندما ينضم الشخص إلى شبكة أو مجتمع الممارسة.
بعض الأمثلة على الأنشطة اليومية والمعرفة الضمنية هي: ركوب الدراجة، العزف على البيانو، قيادة السيارة، وضرب مسمار بمطرقة. وتجميع قطع لغز، تفسير إحصائية معقدة.
من الصعب تفسير أو نقل المعرفة الضمنية بسهولة. على الرغم من أنها مستخدمة من قبل جميع الناس، فإنها ليست واضحة. فهي تتألف من مجموع من لمعتقدات والمثل والقيم والمخططات والنماذج العقلية المتأصلة فينا والتي، في كثير من الاحيان، نعتبرها فطرية. بالرغم من صعوبة التعبير عنها الا انها الطريقة التي نعتمدها في النظر إلى العالم.
اما في مجال إدارة المعرفة، يشير مفهوم المعرفة الضمنية إلى المعرفة التي يملكها فرد ما ولا يمكنه  من توصيلها إلى الآخرين عبر الكلمات والرموز. وبالتالي يمكن للفرد أن يكتسب المعرفة الضمنية من دون اعتماد اللغة. فمثلا، يتعلم المتدربين من خلال العمل مع موجهيهم  في تعلم حرفة عن طريق الملاحظة والتقليد والممارسة وليس عن طريق التخاطب.
مفتاح الحصول على المعرفة الضمنية هي التجربة. من دون شكل من أشكال تقاسم الخبرة، فإنه من الصعب للغاية على الناس أن يتشاركوا عمليات التفكير.

## الاختلافات بين المعرفة الصريحة والمعرفة المضمنة
تختلف المعرفة الضمنية عن المعرفة الصريحة في ثلاثة مجالات رئيسية:
- الترميز وآلية نقل المعرفة: بينما المعرفة الصريحة يمكن أن تكون مقننة (مثال على ذلك هو أن تكتب عليه «أو» وضعه في الكلمات«أو» رسم صورة') ونقلها بسهولة من دون معرفة الموضوع، المعرفة الضمنية هي بديهية unarticulated المعرفة التي لا يمكن أن ترسل المفهوم أو استخدامها دون 'مع العلم أن هذا الموضوع'. على عكس نقل المعرفة الصريحة، ونقل المعرفة الضمنية يتطلب التفاعل الوثيق وتراكم الفهم المشترك والثقة بينهم.
- الطرق الرئيسية لاقتناء والتراكم: المعرفة الصريحة يمكن أن تتولد من خلال الاستنتاج المنطقي والمكتسبة من خلال الخبرة العملية في ذات السياق. في المقابل، الضمنية المعرفة لا يمكن الحصول عليها إلا من خلال التجربة العملية في ذات السياق.
- إمكانية التجميع وطرق الاعتماد: تجميع المعرفة الصريحة في مكان واحد، وتخزينها بأشكال متجردة من دون اشراك الموضوع. المعرفة الضمنية، في المقابل، هي شخصية السياق. فهي موزعة ولا يمكن تجميعها بسهولة. ويتطلب تحقيق إمكاناتها الكاملة المشاركة والتعاون في معرفة الموضوع.

يمكن تحويل المعرفة الضمنية إلى معرفة صريحة بالترميز أو البلاغة أو التحديد. لكن من الصعب توضيح الجوانب الضمنية من المعرفة وتكون إلا عن طريق التدريب أو اكتسابها من خلال التجربة الشخصية.

## أمثلة
- من أكثر الامثلة إقناعا في شرح المعرفة الضمنية هي تحديد الوجوه. «فنحن ندرك وجه الشخص، ويمكن التعرف عليه من بين ألف بل مليون شخص. ولكننا عادة لا نستطيع أن نقول كيف يمكننا التعرف على الوجه كما لا يمكننا من توضيحه بالكلمات.» عندما ترى وجه لا واعية حول المعرفة من الميزات الفردية (العين والأنف والفم)، ولكن ترى والتعرف على الوجه ككل[6]
- مثال آخر من المعرفة الضمنية هو مفهوم اللغة نفسها – فليس من الممكن تعلم لغة من خلال تدرس قواعد اللغة – اللغة الأم تلتقط في سن مبكرة تقريبا مع ان الطفل يجهل قواعد اللغة الرسمية التي يمكن تدريسها في وقت لاحق. ومن الأمثلة الأخرى كيفية ركوب الدراجة، كيف ربط ضمادة أو كيف يمكن لجراح متمرس ان يشعر باستعداد متدرب لتعلم تعقيدات الجراحة. لا يمكن اكتساب هذه المعرفة إلا من خلال التجارب الشخصية.[9]

## مقالات ذات صلة
- معرفة صريحة
- قيمة المعرفة

## وصلات خارجية
- المعرفة الضمنية في المنظمات
- قاموس فلسفة العقل – المعرفة الضمنية
- المعرفة والتصرف لستيفن غورلاي (PDF) نسخة محفوظة 9 نوفمبر 2016 على موقع واي باك مشين.
- ازدواجية المعرفة
- اليات تحويل المعرفة التحول نسخة محفوظة 16 مايو 2008 على موقع واي باك مشين.
- المكتبة الوطنية للصحة إدارة المعرفة أخصائي المكتبة – مجموعة من الموارد حول التدقيق رأس المال الفكري.